# Volvo 9700

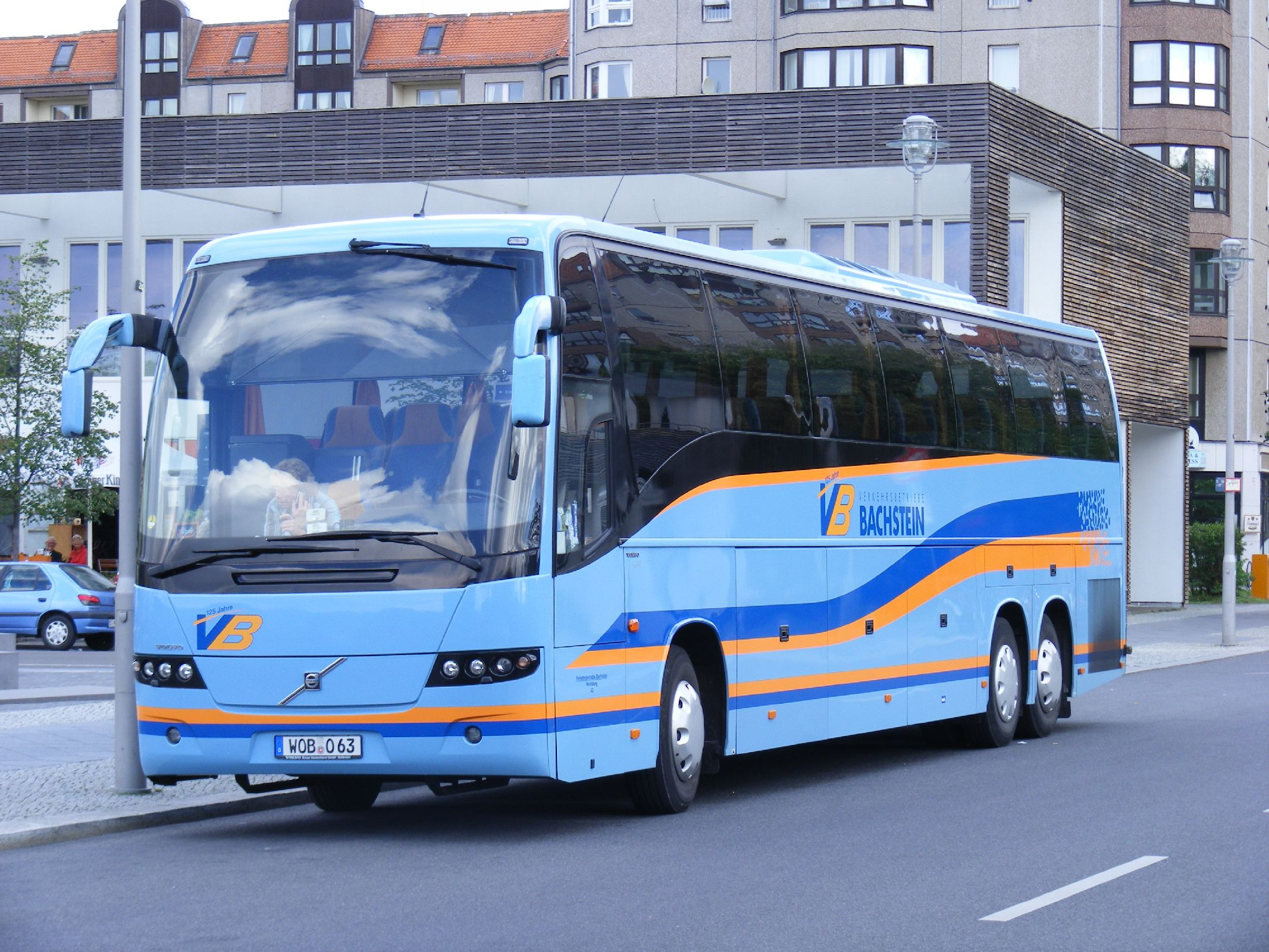
Första generationens Volvo 9700 i ursprungligt utförande

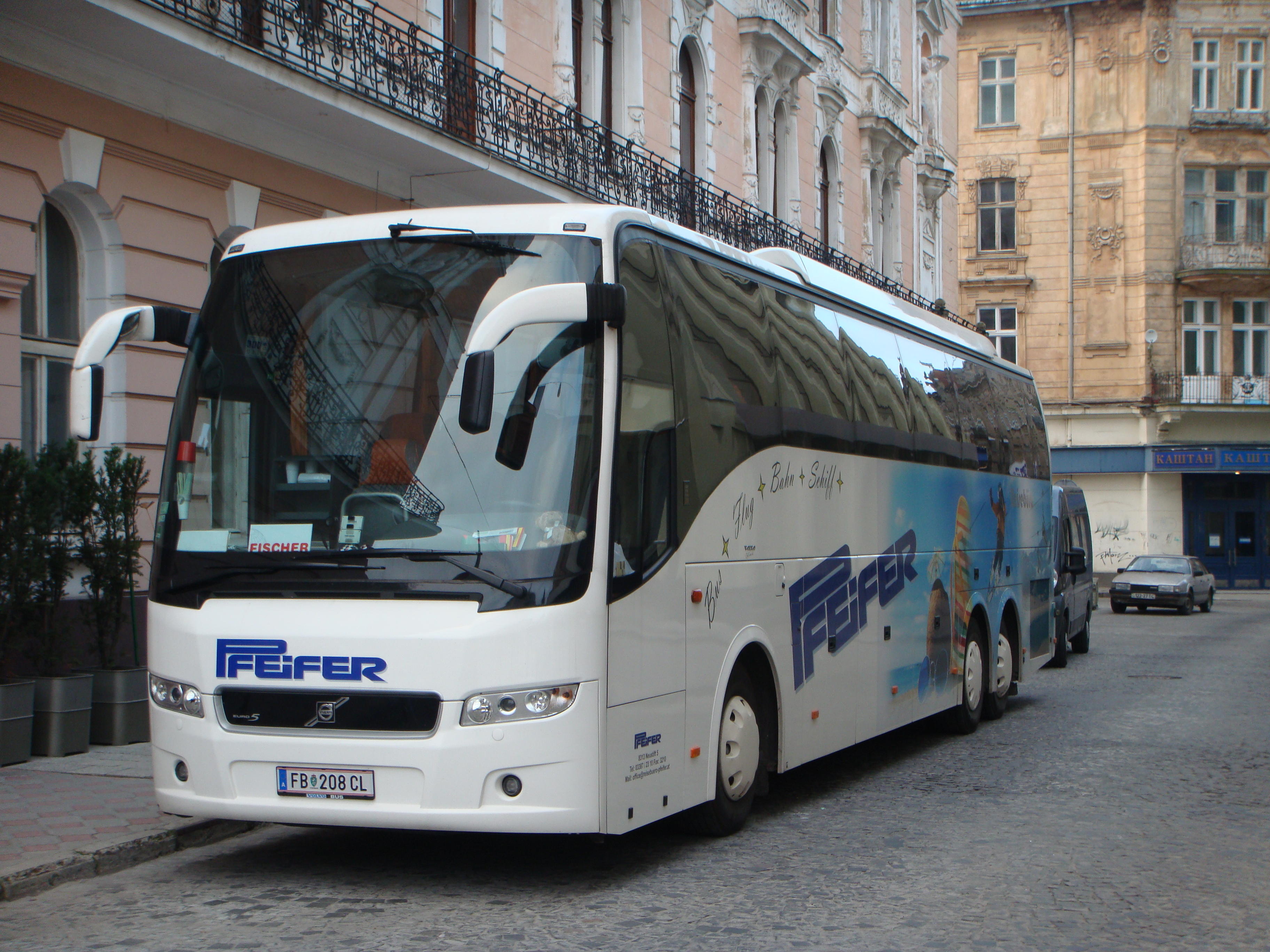
Första generationens Volvo 9700 i lite nyare utförande

Volvo 9700 är en buss som tillverkades av Volvo Bussar och Carrus sedan 2001. Bussen fick utmärkelsen Coach of the Year år 2008.

## Första generationen
Den byggdes i början endast på Volvo B12-baserade chassier, men på senare tid även på Volvo B7R, Volvo B8R, B9R, B11R och B13R-chassier.
Bussen har i alla utföranden ett högt golv med trappsteg vid samtliga ingångar, de olika varianterna har dock olika golvhöjd och antal trappsteg vid ingångarna beroende på utförande. Varianterna med högre golv är avsedd för längre sträckor och har bättre isolering, toalett, mer avancerat elsystem och en del annat. En annan variant har enklare utrustning och lägre golv och är mer lämpad som länstrafiksbuss. Dessa bussar används endast för längre transportsträckor (ej stadstrafik) och finns inte som till exempel 8500 och 8700 med lågentré eller lågt golv. Den finns med två eller tre axlar i olika längder, men ej som ledvagn.
Föregångarna var bussar i Carrus Star och Regal-serien som hade varierande chassier från olika tillverkare. Efter att Volvo köpt upp Carrus 1998 fick den efterträdande bussen endast Volvo-chassi och namnet Volvo 9700.
År 2006 fick bussen ett nytt utseende som designmässigt knöt an till de då nyaste personbilarna och 2013 fick den sig ännu ett nytt utseende.
Konkurrenterna bestod av bland andra: MAN Lion's Coach, Neoplan Euroliner, Setra GT HD och Scania OmniExpress/Interlink.

## Ny generation (2018–)
År 2018 presenterades helt nya generationer Volvo 9700 och 9900 med helt ny design. 2020 kom även en dubbeldäckare med lågt golv.